# Elisabeth Westermann-Pfähler

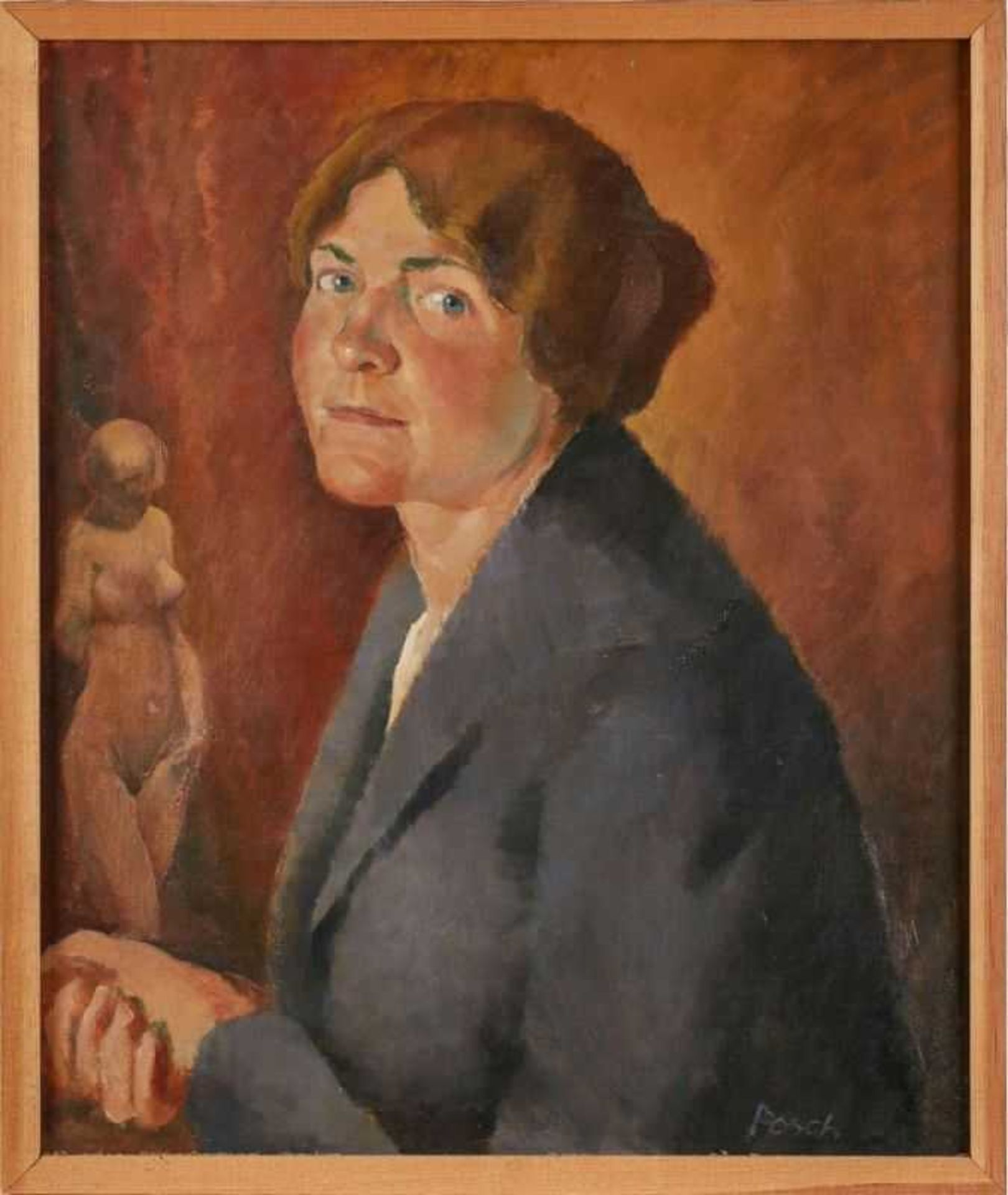
Elisabeth Westermann-Pfähler, gemalt von Alexander Posch (1919–1921)

Elisabeth Westermann-Pfähler, geb. Pfähler (* 26. Juli 1884 in Köln; † 11. November 1942 in Darmstadt), war eine deutsche Bildhauerin.

## Leben
Elisabeth Pfähler war die Tochter des Oberingenieurs Heinrich Pfähler und dessen Ehefrau Margarete Pfähler, geb. Mühldorfer. Sie studierte zunächst an der Akademie der Bildenden Künste München und danach bei Ludwig Habich in Stuttgart. Am 24. November 1919 heiratete sie den Theaterschauspieler Kurt Westermann aus Darmstadt.
Elisabeth Westermann-Pfähler lebte und arbeitete in Darmstadt. 1926 wohnte sie in der Künstlerkolonie am Olbrichweg 10 und gehörte dem Vorstand des Hessischen Künstlerkartells an, das die Interessen einer Reihe von Künstlerverbänden vertrat. Sie wirkte, soweit bekannt, nur als Bildhauerin, in einem Meldebogen von 1909 wurde jedoch auch Kunstmalerin als weiterer Beruf angegeben. Nur wenige ihrer Werke sind erhalten, darunter ein Relief an dem expressionistisch gestalteten Klinkerbau Haus Koban in Darmstadt. Die meisten ihrer Arbeiten sind ausschließlich von zeitgenössischen Fotografien bekannt, so eine Brunnenskulptur in Kulmbach, welche Stilelemente des Art déco aufweist.
1942 starb Elisabeth Westermann-Pfähler im Alter von 58 Jahren in Darmstadt. Das Kunst Archiv Darmstadt hält biografisches Material und eigene Publikationen der Künstlerin.

## Werke (Auswahl)
- Frau auf Schlange (tanzender Akt), Relief auf der Südseite des Haus Koban (1926), Muschelkalk, 136 × 88 cm
- Weibliches Figürchen, Majolika, Ausstellung 1930 200 Jahre Darmstädter Kunst,[4] möglicherweise identisch mit folgendem Werk
- stehender weiblicher Akt (nacktes Mädchen in Pose, auf einem Rundsockel mit Zweig stehend und seitlich blickend), Majolika mit cremefarbener Craqueléglasur, 1930, Modellnummer 3135, Höhe 58 cm, Versteigerung 2015[5]
- Bronzekopf eines Fliegers im Profil, um 1928, Foto in Sammlung Kunst Archiv Darmstadt
- Guter Hirte (stehende Figur mit geschultertem Lamm), für Kapelle der Dornheimer Siedlung, um 1930, Foto in Sammlung Kunst Archiv Darmstadt
- Skulptur (stehender weiblicher Akt, flankiert von zwei Rehen, auf einem kannelierten Postament) für Brunnenanlage in dem Rosengarten eines Landhauses in Kulmbach, Stein, Foto (um 1928) in Sammlung Kunst Archiv Darmstadt[1]

## Ausstellungen (Auswahl)
- 1930: 200 Jahre Darmstädter Kunst 1830–1930, Städtisches Ausstellungsgebäude auf der Mathildenhöhe, Darmstadt
- 2013: Der weibliche Blick: vergessene und verschollene Künstlerinnen in Darmstadt 1880–1930, Kunst Archiv Darmstadt[1]